# Dorfkirche Groß Marzehns

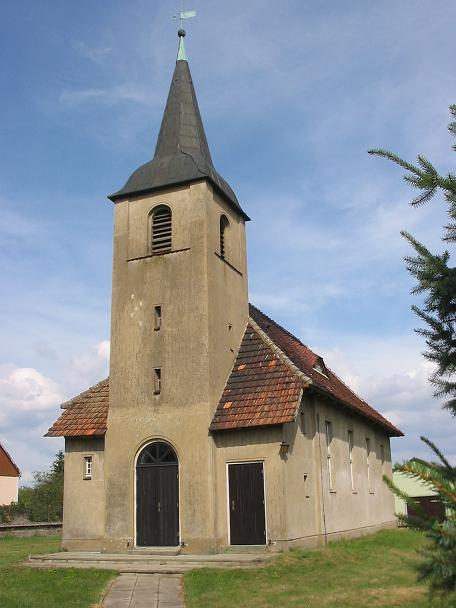
Dorfkirche Groß Marzehns

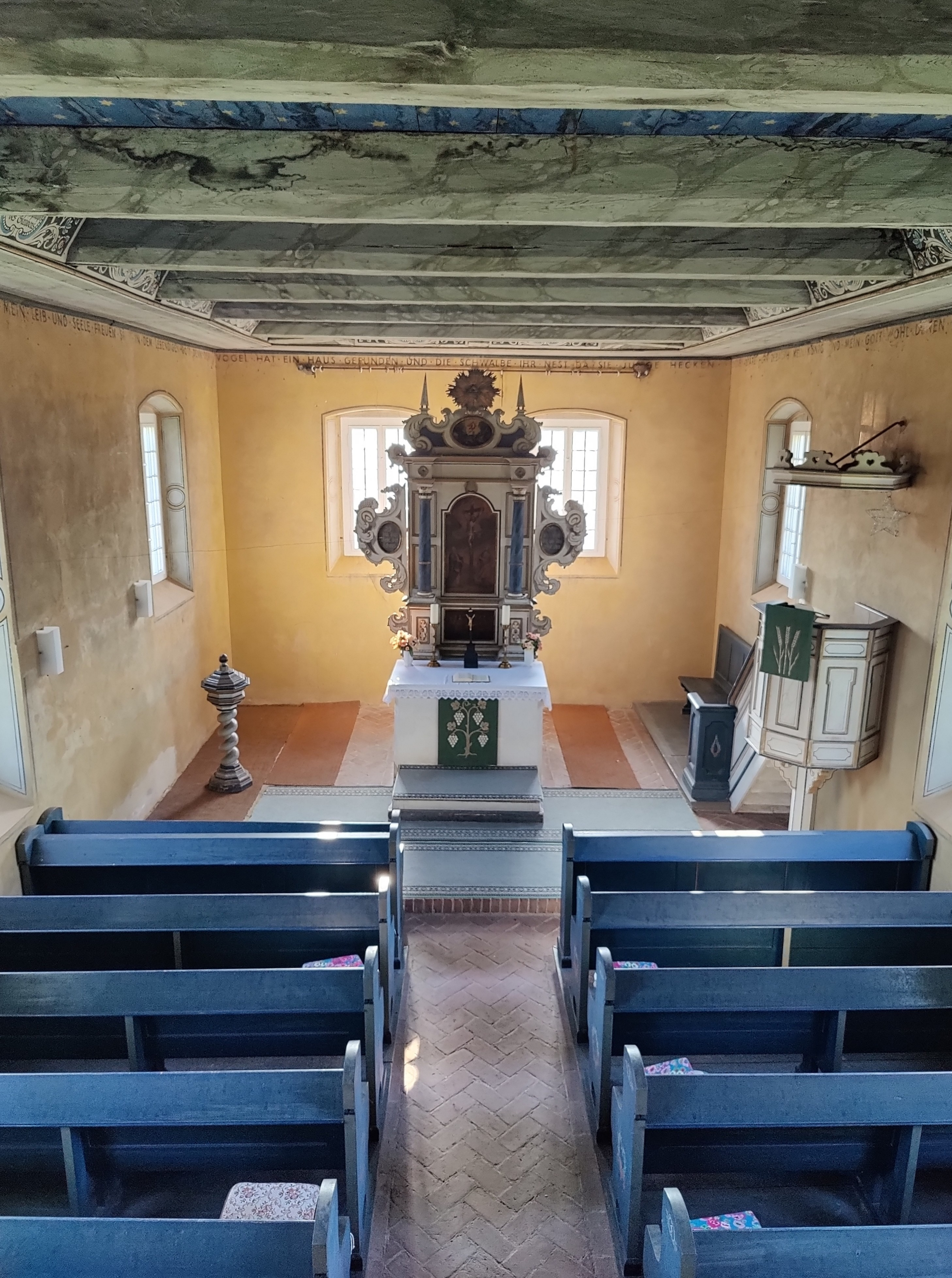
Innenraum (2023)

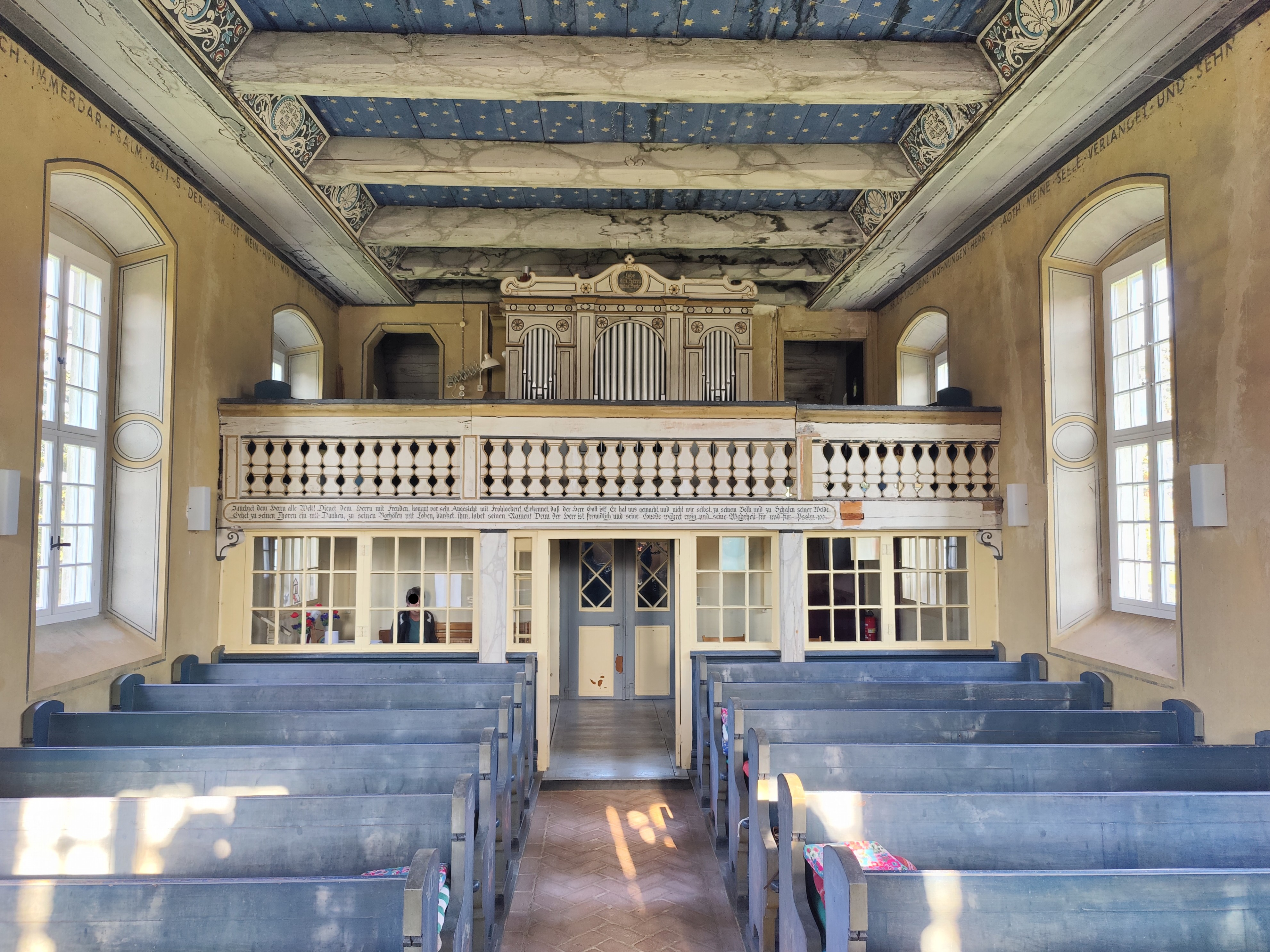
Innenraum, Blick zur Orgel

Die evangelische, denkmalgeschützte Dorfkirche Groß Marzehns steht in Groß Marzehns, einem Ortsteil der Gemeinde Rabenstein/Fläming im Landkreis Potsdam-Mittelmark in Brandenburg. Die Kirche gehört zum Pfarrbereich Niemegk im Kirchenkreis Mittelmark-Brandenburg der Evangelischen Kirche Berlin-Brandenburg-schlesische Oberlausitz.

## Beschreibung
Die verputzte Saalkirche wurde im Jahr 1909 erbaut. Sie besteht aus einem Langhaus und einem quadratischen Kirchturm im Westen, dessen Erdgeschoss aus der zweiten Hälfte des 19. Jahrhunderts stammt. 
Der Innenraum ist mit einer mit einem Sternenhimmel bemalten Holzbalkendecke überspannt. Im Westen befindet sich eine Empore. Zur Kirchenausstattung gehört ein Altarretabel, das wie Kanzel und hölzerne Taufe aus der ersten Hälfte des 18. Jahrhunderts stammt. Auf ihm befindet sich zwischen Säulen ein Gemälde mit der Darstellung der Kreuzigung, darüber zeigt ein Bild die Auferstehung, gekrönt vom Auge der Vorsehung. Auf der Predella ist das Abendmahl zu sehen.
Die Orgel wurde 1888 von Friedrich Wilhelm Lobbes aus Niemegk erbaut. Ihre sechs Register verteilen sich auf ein Manual und das Pedal. Im Turm hängt eine Bronzeglocke mit einem Gewicht von 180 kg. Sie wurde 1964 von der Firma Franz Schilling & Söhne in Apolda gegossen und wird weiterhin manuell geläutet.